# باریستا

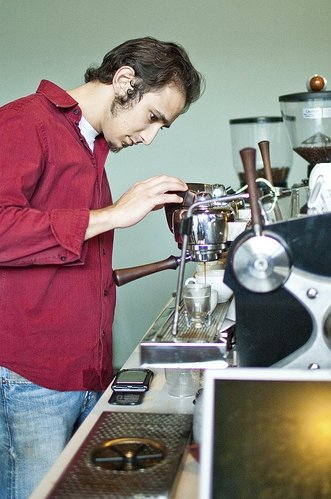
یک باریستا در حال کار در کافی‌شاپی در آمریکای شمالی.

قهوه‌چی یا باریستا (به انگلیسی: Barista) به شخصی گفته می‌شود که در قهوه‌خانه نوشیدنی‌های با پایهٔ اسپرسو را آماده کرده و تحویل می‌دهد. هر چند این پیشه، پیشۀ رسمی ثبت نشده‌است، بیشتر کافی‌شاپ‌ها برای آنکه نشان دهند دستگاه اسپرسوساز دارند، از این واژه استفاده می‌کنند. همه ساله مسابقات جهانی باریستا برای انتخاب تبحر این افراد برگزار می‌شود. این مسابقه برای نخستین‌بار در کشور نروژ پایه‌گذاری شد. باریستاها پس از پیروزی در کشور خود انتخاب و به مسابقۀ بین‌المللی اعزام می‌شوند.
باریستا به کسی گفته می‌شود که تخصصش قهوه بوده وبه صورت حرفه‌ای به آماده کردن قهوه‌های مختلف مشغول است. باریستا در اصل شخصی (خانم یا آقا) حرفه‌ای است که در کافه مسئولیت تهیۀ نوشیدنی‌های گرم و سرد بر پایۀ اسپرسو را بر عهده دارد. امروزه در بسیاری از کافه‌ها باریستا، نوشیدنی گرم و سرد بر پایۀ قهوه یا حتی غیر از آن را نیز تهیه می‌کند. لباس باریستاها معمولاً با یک ژاکت، جلیقه یا پیشبند (اپرون) از دیگر کارکنان کافه متمایز می‌شود. یک باریستای خوب باید به‌طور دقیق بداند که مثلاً برای تهیه یک شات اسپرسو با توجه به نوع قهوه، نوع روست (برشته) و نوع آسیاب آن، از چه مقدار دما و فشار آب و چه مدت زمانی باید استفاده کرد.

## نگارخانه

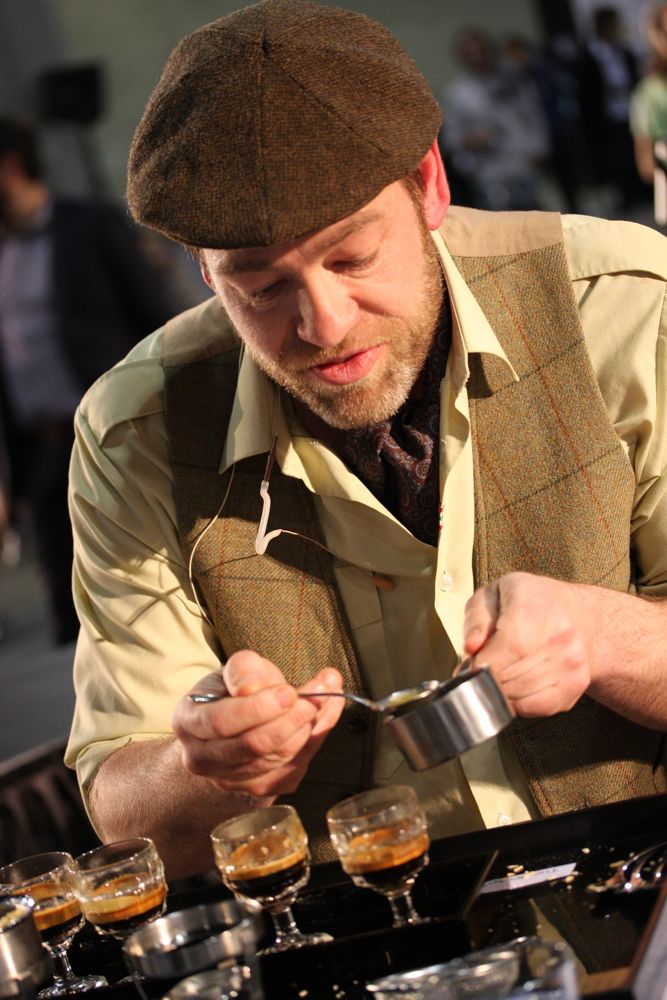
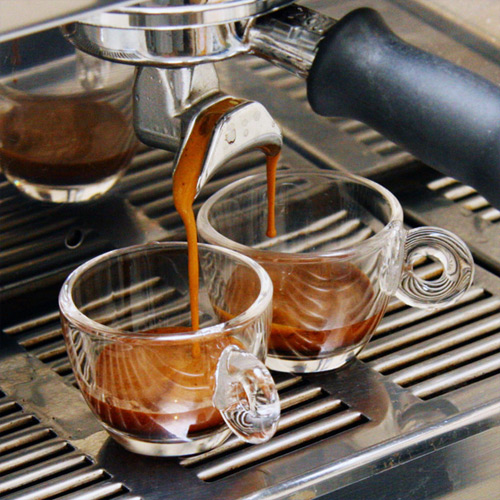
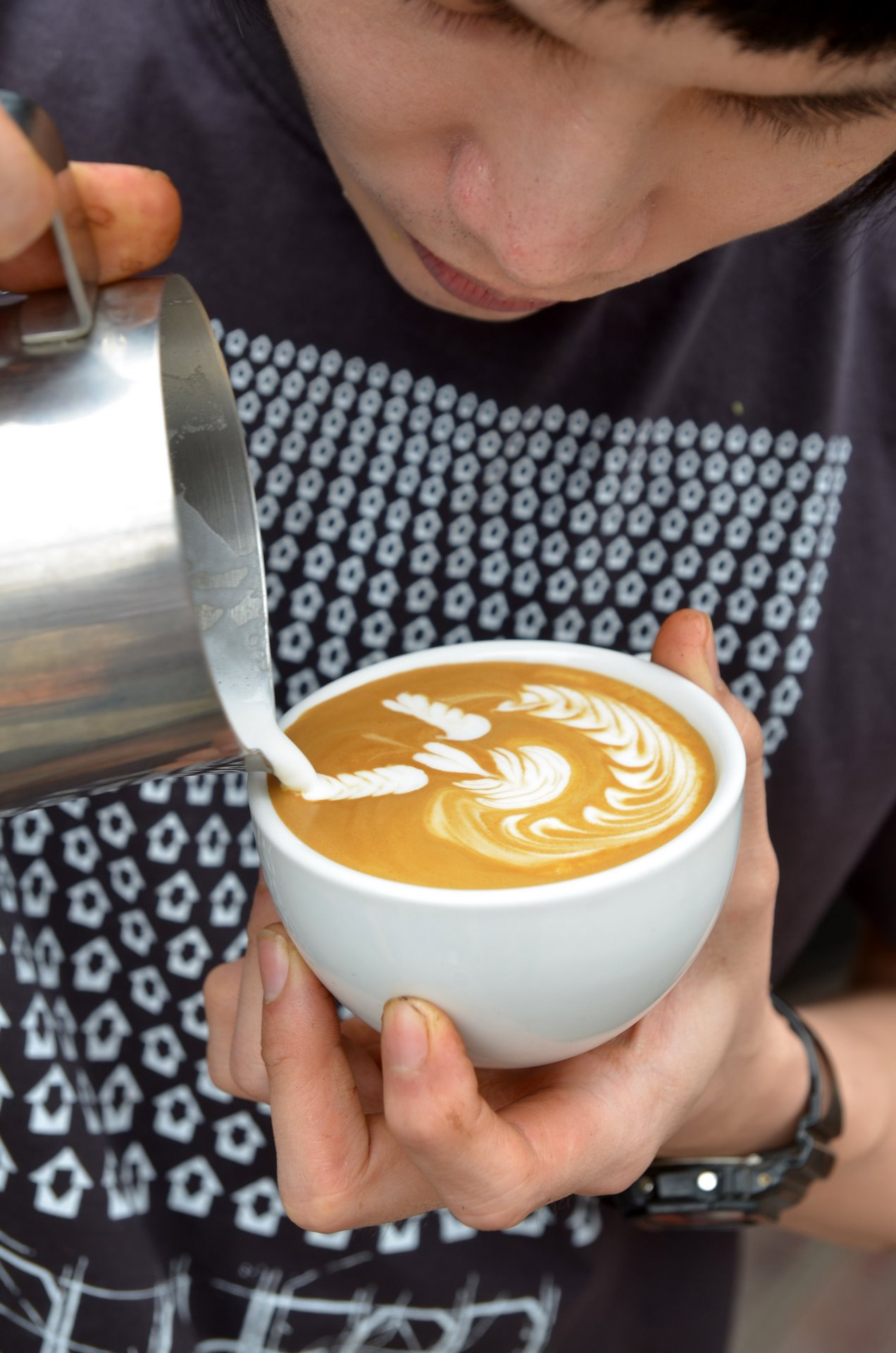
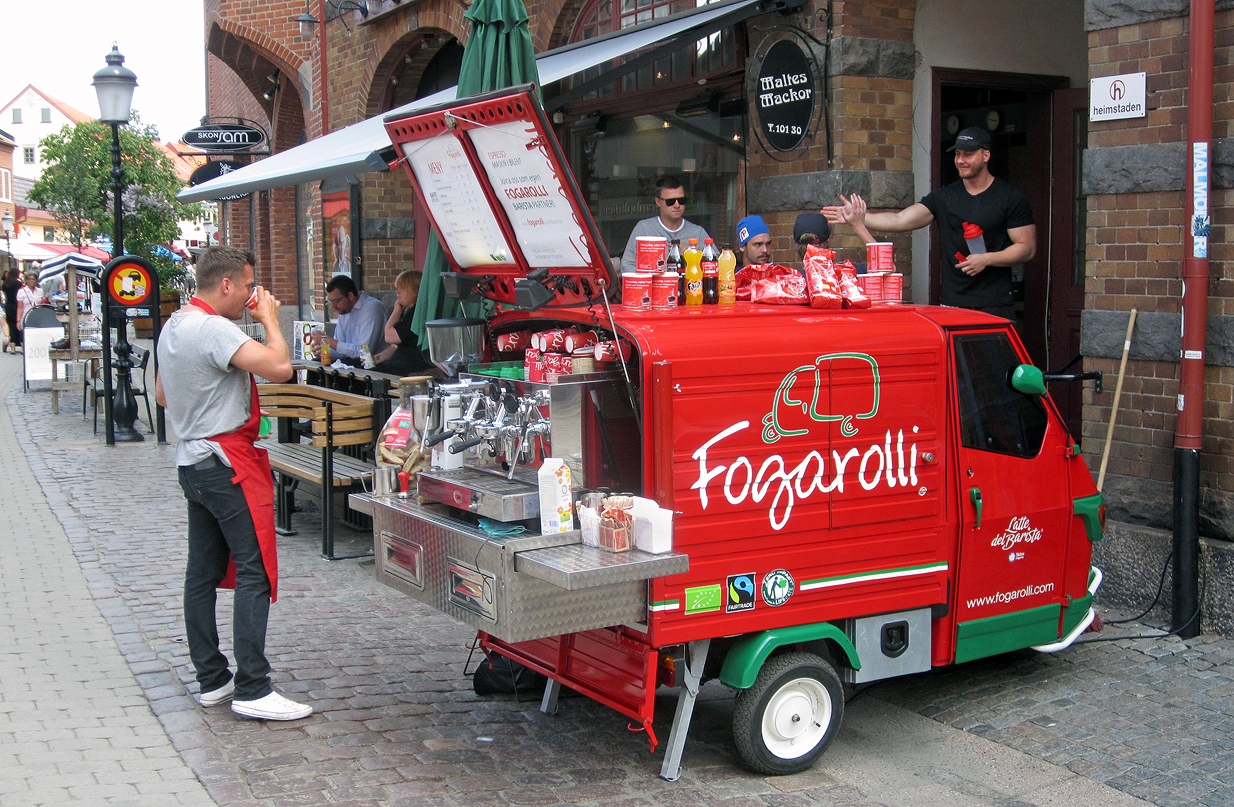
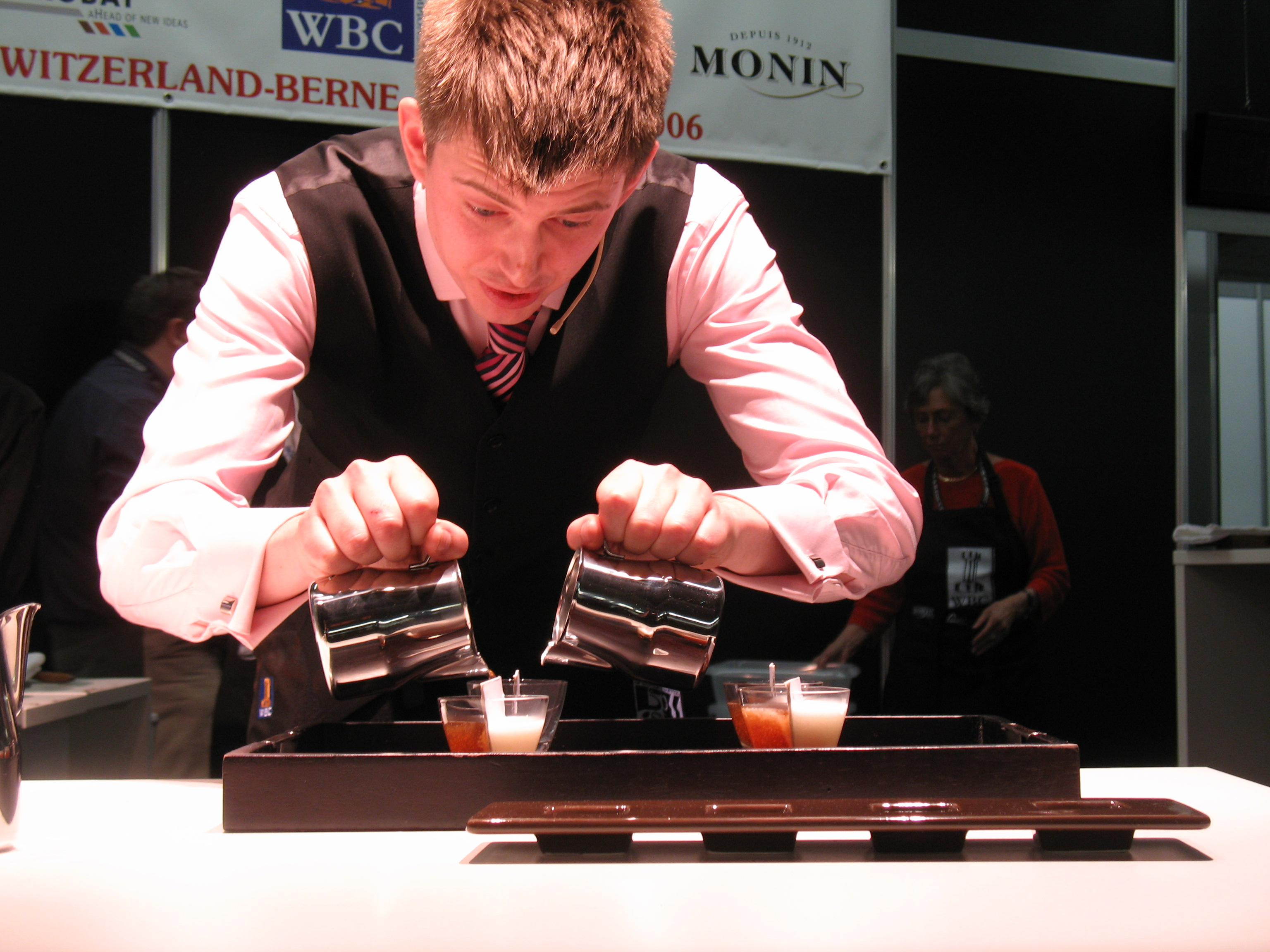

## مهارت باریستا
بسیاری از باریستاها به مهارت‌های خود خیلی افتخار می‌کنند و سال‌ها وقت خود را صرف ساختن تکنیک‌های خاص برای تهیۀ نوشیدنی‌های عالی می‌کنند. باریستاهای باتجربه‌تر اغلب وظیفۀ آموزش کارمندان جدید را بر عهده دارند. این آموزش می‌تواند از تهیۀ نوشیدنی‌های روزمره تا ایجاد نوشیدنی‌های تخصصی تا یادگیری نحوۀ استفاده از ماشین آلات پیچیده را شامل شود.